# Fondation Giordano Bruno
La Fondation Giordano Bruno est une fondation à but non lucratif allemande. Elle a été fondée en 2004 et prit son nom de Giordano Bruno, qui fut condamné pour hérésie et fut brûlé vif sur ordre de l'Église catholique en 1600. 
Depuis ses débuts, la fondation fut fortement influencée par les travaux de Karlheinz Deschner. La Fondation Giordano Bruno est particulièrement critique envers les religions, qu'elle considère comme ayant « un mauvais effet sur l'évolution culturelle de l'humanité jusqu'à aujourd'hui ». Avec pour objectif déclaré l'émergence d'« une culture avec un idéal humaniste et imprégnée des Lumières », il combat « l'idéal de la culture allemande chrétienne » et le multiculturalisme indifférencié.
La Fondation supporte le Conseil central des ex-musulmans (Zentralrat der Ex-Muslime), fondé en 2007. Ce conseil regroupe aussi des musulmans croyants critiques envers l'islamisme et soucieux du manque de liberté religieuse au sein même de l'islam.

## Activités
L'association travaille sur des sujets variés :
1. Humanisme et naturalisme ;
2. Sécularisme ;
3. Épistémologie et philosophie des sciences ;
4. Éthique.

En collaboration avec l'Association Humaniste d'Allemagne, il tient un « Service d'Information Humaniste », qui apporte des points de vue humanistes sur l'actualité, pour le grand public.

## Prix Deschner
En 2004, alors que Karlheinz Deschner célébrait son 80e anniversaire, la fondation annonça la création d'un prix semestriel en son honneur. Le prix, constitué d'une dotation de 10 000 euros, est décerné aux individus ou aux organisations qui « contribuent de façon extraordinaire à la cause laïque, scientifique ou humaniste ». Le premier Prix Deschner fut remis à Richard Dawkins le 12 octobre 2007.